# Ivan Lendl
Ivan Lendl (n. 7 martie 1960, Ostrava, Cehoslovacia) este un fost jucător de tenis din Cehoslovacia. A fost pe poziția 1 în ierarhia ATP, timp de 270 de săptămâni. A câștigat 94 de titluri la simplu, printre care 8 de Mare Șlem (2 la Australian Open, 3 la Roland Garros și 3 la U.S. Open), și 6 titluri la dublu.